# Sericesthis incola
Sericesthis incola är en skalbaggsart som beskrevs av Britton 1987. Sericesthis incola ingår i släktet Sericesthis och familjen Melolonthidae. Inga underarter finns listade i Catalogue of Life.